# Heva Coomans

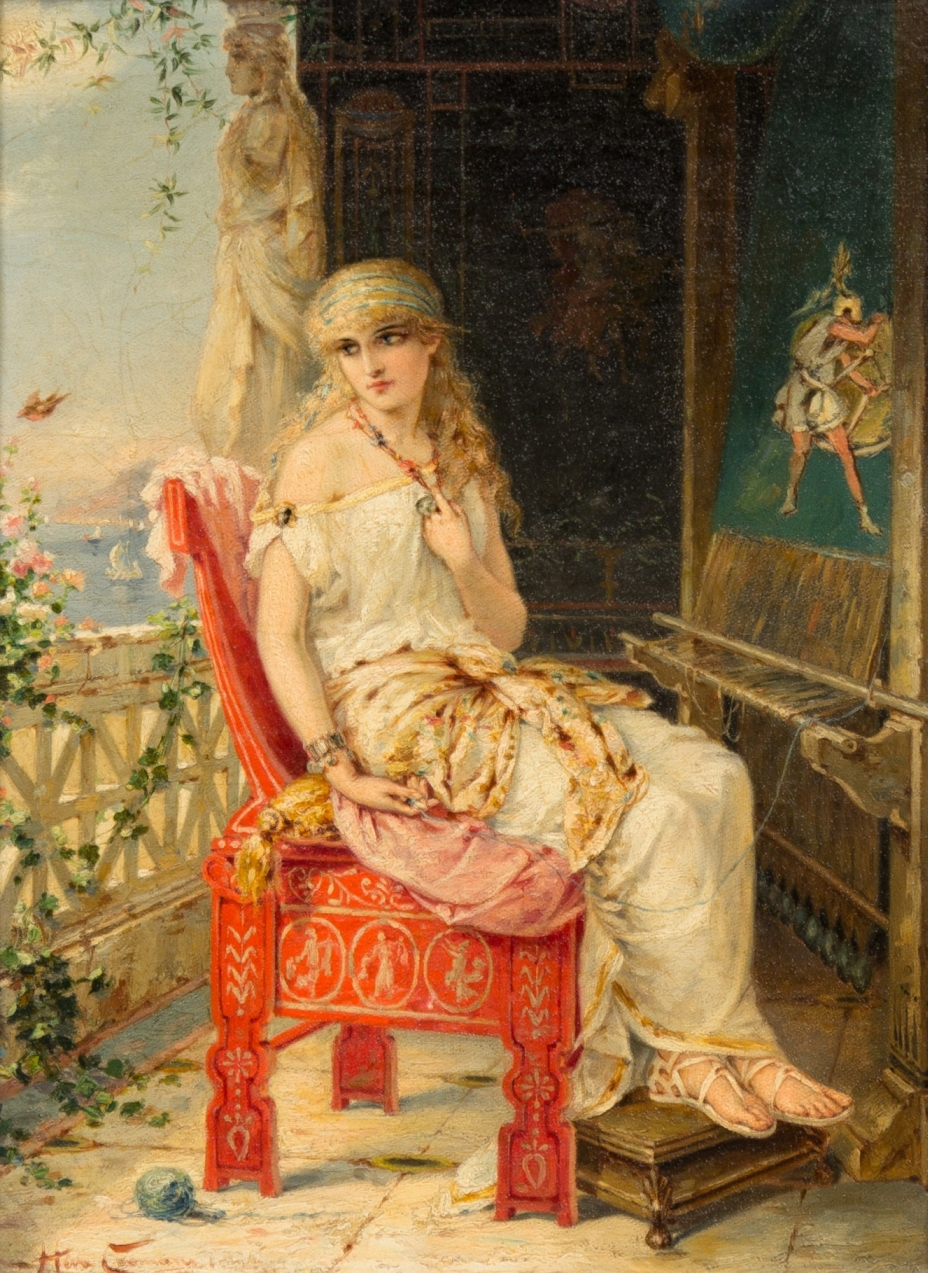
Penelope in Erwartung von Odysseus

Heva Coomans (* 2. Mai 1860 in Paris; † 14. Juli 1939 in Manhattan, New York City) war eine französisch-amerikanische Malerin, Tochter vom Maler Pierre Olivier Joseph Coomans (1816–1889) und Adelaïde Lacroix (1838–1884), Schwester von Malern Diana Coomans (1861–1952) und Oscar-Jean Coomans (1848–1884).
Heva lernte Malerei, wie auch ihre Geschwister, bei ihrem Vater. Sie schuf Genrebilder aus der Welt der Antike. 1910 kam sie nach den Vereinigten Staaten und blieb dort lebenslang.
Ihre Werke befinden sich in vielen europäischen und amerikanischen Kunstsammlungen, erschienen auch 1887–1894 in der Gartenlaube.